# Kościół św. Leonarda w Krakowie
Kościół św. Leonarda – XV-wieczny kościół na Kazimierzu (obecnie część Krakowa), zburzony ok. 1704 roku.

## Historia
Kościół św. Leonarda wznosił się na brzegu Wisły (jej odnogi zwanej Zakazimierką) pod murami miejskimi Kazimierza, w pobliżu wylotu obecnej ulicy Krakowskiej. Wzniesiono go w 1447 staraniem mieszczan kazimierskich przy działającym od 1443 szpitalu pod tym samym wezwaniem służącym jako schronienie dla trędowatych. W aktach wizytacji biskupiej z końca XVI w. kościół opisany jest jako drewniany i mieszczący trzy ołtarze. W 1700 kościół zamknięto wskutek wylewu Wisły, ok. 1704 został zburzony. Szpital istniał do początku XIX wieku.